# Abyssocottidae
Abyssocottidae es una familia de peces de agua dulce, dentro del orden Scorpaeniformes, distribuidos por el lago Baikal y su cuenca hidrográfica. Su nombre procede del griego: abyssos (en el fondo) + kottos (un tipo de pez).

## Morfología
Aleta dorsal con 3 a 10 espinas y 10-21 radios blandos, aleta anal con 8 a 16 radios blandos, aleta pélvica con una espina y 2 a 4 radios blandos.

## Hábitat
Son diádromos y generalmente las distintas especies se encuentran por debajo de los 170 metros de profundidad.

## Géneros
Existen unas 27 especies en los siguientes siete géneros:
- Abyssocottus Berg, 1906
- Asprocottus Berg, 1906
- Cottinella Berg, 1907
- Cyphocottus Sideleva, 2003
- Limnocottus Berg, 1906
- Neocottus Sideleva, 1982
- Procottus Gratzianov, 1902